# Isla Pancha
La Isla Pancha (Illa Pancha) en la costa del municipio de Ribadeo. Mide 1,1 hectáreas, es de orografía muy escarpada y recortada, si bien de cima llana, donde está instalado un importante faro construido en 1857. Está unida a tierra firme por un estrecho puente. Su figura es aprovechada por una ruta de senderismo, que cuenta en la isla con una de sus principales vistas. Está cubierta de vegetación herbácea, incluida la invasiva uña de gato.
Se accede a ella por medio de un puente, normalmente cerrado por su carácter privado dependiente de la Autoridad Portuaria Ferrol-SanCibrao. En la actualidad el edificio principal tiene uso turístico. ===> Según el ordenamiento jurídico y distintas sentencias judiciales, la isla es de uso público y puede ser visitada sin restricciones de acceso. El concesionario únicamente tiene la gestión de los apartamentos turísticos.
En la cara exterior de la isla se encuentra unos bajos de piedra, donde rompe una ola en días de temporal, el 'panchorro'. Suele ser surfeada por el método de tow-in.

## Imagen de satélite
- Isla Pancha en Wikimapia